# Diagrama espai-temps

La línia del món (camí groc) d'un fotó, que es troba a la ubicació x = 0 en el temps ct = 0.

Un diagrama espai-temps és una il·lustració gràfica de ubicacions a l'espai en diversos moments, especialment en la teoria especial de la relativitat. Els diagrames d'espai-temps poden mostrar la geometria subjacent a fenòmens com la dilatació del temps i la contracció de la longitud sense equacions matemàtiques.
La història de la ubicació d'un objecte a través del temps traça una línia o corba en un diagrama espai-temps, conegut com la línia del món de l'objecte. Cada punt d'un diagrama espai-temps representa una posició única en l'espai i el temps i s'anomena esdeveniment.
La classe més coneguda de diagrames d'espai-temps es coneixen com a diagrames de Minkowski, desenvolupats per Hermann Minkowski el 1908. Els diagrames de Minkowski són gràfics bidimensionals que representen esdeveniments que succeeixen en un univers format per una dimensió espacial i una dimensió temporal. A diferència d'un gràfic normal de distància-temps, la distància es mostra a l'eix horitzontal i el temps a l'eix vertical. A més, les unitats de mesura de temps i espai es trien de tal manera que un objecte que es mou a la velocitat de la llum es representa seguint un angle de 45° amb els eixos del diagrama.

## Introducció als diagrames cinètics

### Gràfics de posició en funció del temps

Fig 1-1. Gràfic de posició en funció del temps

En l'estudi de la cinemàtica unidimensional, els gràfics de posició en funció del temps (anomenats gràfics xt per abreujar) proporcionen un mitjà útil per descriure el moviment. Les característiques cinemàtiques, a més de la posició de l'objecte, són visibles pel pendent i la forma de les línies. A la Fig 1-1, l'objecte representat s'allunya de l'origen a una velocitat constant positiva (1.66 m/s) durant 6 segons, s'atura durant 5 segons i després torna a l'origen durant un període de 7 segons a una velocitat no constant (però velocitat negativa).
En el seu nivell més bàsic, un diagrama d'espai-temps és simplement un gràfic temps vs posició, amb les direccions dels eixos en un gràfic pt habitual intercanviat; és a dir, l'eix vertical fa referència a valors de coordenades temporals i l'eix horitzontal a coordenades espacials. Especialment quan s'utilitzen en relativitat especial (SR), els eixos temporals d'un diagrama espai-temps sovint s'escalen amb la velocitat de la llum c i, per tant, sovint s'etiqueten amb ct. Això canvia la dimensió de la magnitud física adreçada de < Temps > a < Longitud >, d'acord amb la dimensió associada a l'eix espacial, que sovint s'anomena x.

### Configuració estàndard de marcs de referència

Fig 1-2. Diagrama galileà de dos marcs de referència en configuració estàndard.

Per facilitar la comprensió de com les coordenades de l'espai-temps, mesurades pels observadors en diferents marcs de referència, es comparen entre si, és útil estandarditzar i simplificar la configuració. Dos marcs de referència galileans (és a dir, marcs convencionals de 3 espais), S i S′ (pronunciat "S primer"), cadascun amb els observadors O i O′ en repòs en els seus respectius marcs, però mesurant l'altre com a moviment amb velocitats ±v es diu que està en configuració estàndard, quan:
- Els eixos x, y, z del quadre S estan orientats paral·lels als respectius eixos primers del quadre S′.
- Els orígens dels quadres S i S′ coincideixen en el temps t = 0 en el marc S i també en t ′ = 0 en el marc S′.
- El quadre S′ es mou en la direcció x del quadre S amb la velocitat v mesurada al quadre S.

Aquesta configuració espacial es mostra a la Fig 1-2, en què les coordenades temporals s'anoten per separat com a quantitats t i t'.
En un pas més de simplificació, sovint és suficient considerar només la direcció del moviment observat i ignorar els altres dos components espacials, permetent que x i ct es representin en diagrames d'espai-temps bidimensionals, tal com s'ha introduït anteriorment.

### "Diagrames espai-temps" no relativistes

Fig 1-3. En la física newtoniana per a ambdós observadors, l'esdeveniment a A s'assigna al mateix punt en el temps.

Els eixos negres etiquetats amb x i ct a la figura 1-3 són el sistema de coordenades d'un observador, anomenat en repòs, i que està situat a x = 0. La línia del món d'aquest observador és idèntica a l'eix del temps ct. Cada línia paral·lela a aquest eix correspondria també a un objecte en repòs però en una altra posició. La línia blava descriu un objecte que es mou amb velocitat constant v cap a la dreta, com un observador en moviment.
Aquesta línia blava etiquetada ct′ es pot interpretar com l'eix del temps per al segon observador. Juntament amb l'eix x, que és idèntic per als dos observadors, representa el seu sistema de coordenades. Com que els marcs de referència estan en configuració estàndard, ambdós observadors es posen d'acord en la ubicació de l'origen dels seus sistemes de coordenades. Els eixos de l'observador en moviment no són perpendiculars entre si i l'escala del seu eix de temps s'estira. Per determinar les coordenades d'un esdeveniment determinat, s'han de construir dues línies, cadascuna paral·lela a un dels dos eixos, que passen per l'esdeveniment i llegir les seves interseccions amb els eixos.
Determinar la posició i l'hora de l'esdeveniment A com a exemple al diagrama porta al mateix temps per als dos observadors, com s'esperava. Només per a la posició resulten diferents valors, perquè l'observador en moviment s'ha acostat a la posició de l'esdeveniment A des que t = 0. En general, tots els esdeveniments en una línia paral·lela a l'eix x ocorren simultàniament per als dos observadors. Només hi ha un temps universal t = t′, modelant l'existència d'un eix de posició comú. D'altra banda, a causa de dos eixos temporals diferents, els observadors solen mesurar diferents coordenades per a un mateix esdeveniment. Aquesta traducció gràfica de x i t a x′ i t′ i viceversa es descriu matemàticament per l'anomenada transformació galileana.

## Diagrames de Minkowski

### Visió general

Figura 2-2 Diagrama de Minkowski per a diverses velocitats del marc imprimat, que es mou en relació amb el marc no imprimat. Les línies discontínues representen el con de llum d'un flaix de llum a l'origen.

Figura 2-1 A la teoria de la relativitat, cada observador assigna l'esdeveniment en A a un moment i un lloc diferents.

El terme diagrama de Minkowski fa referència a una forma específica de diagrama espai-temps que s'utilitza amb freqüència en la relativitat especial. Un diagrama de Minkowski és una representació gràfica bidimensional d'una porció de l'espai de Minkowski, normalment on l'espai s'ha reduït a una sola dimensió. Les unitats de mesura d'aquests diagrames es prenen de manera que el con de llum en un esdeveniment consisteix en les línies de pendent més o menys una a través d'aquest esdeveniment. Les línies horitzontals corresponen a la noció habitual d'esdeveniments simultanis per a un observador estacionari a l'origen.

### Diagrames de Loedel
Mentre que un fotograma en repòs en un diagrama de Minkowski té eixos espai-temps ortogonals, un fotograma que es mou en relació amb el marc en repòs en un diagrama de Minkowski té eixos espai-temps que formen un angle agut. Aquesta asimetria dels diagrames de Minkowski pot ser enganyosa, ja que la relativitat especial postula que dos marcs de referència inercials qualsevol han de ser físicament equivalents. El diagrama de Loedel és un diagrama espai-temps alternatiu que fa que la simetria dels marcs de referència inercial sigui molt més manifesta.